# 道明会教堂 (利沃夫)

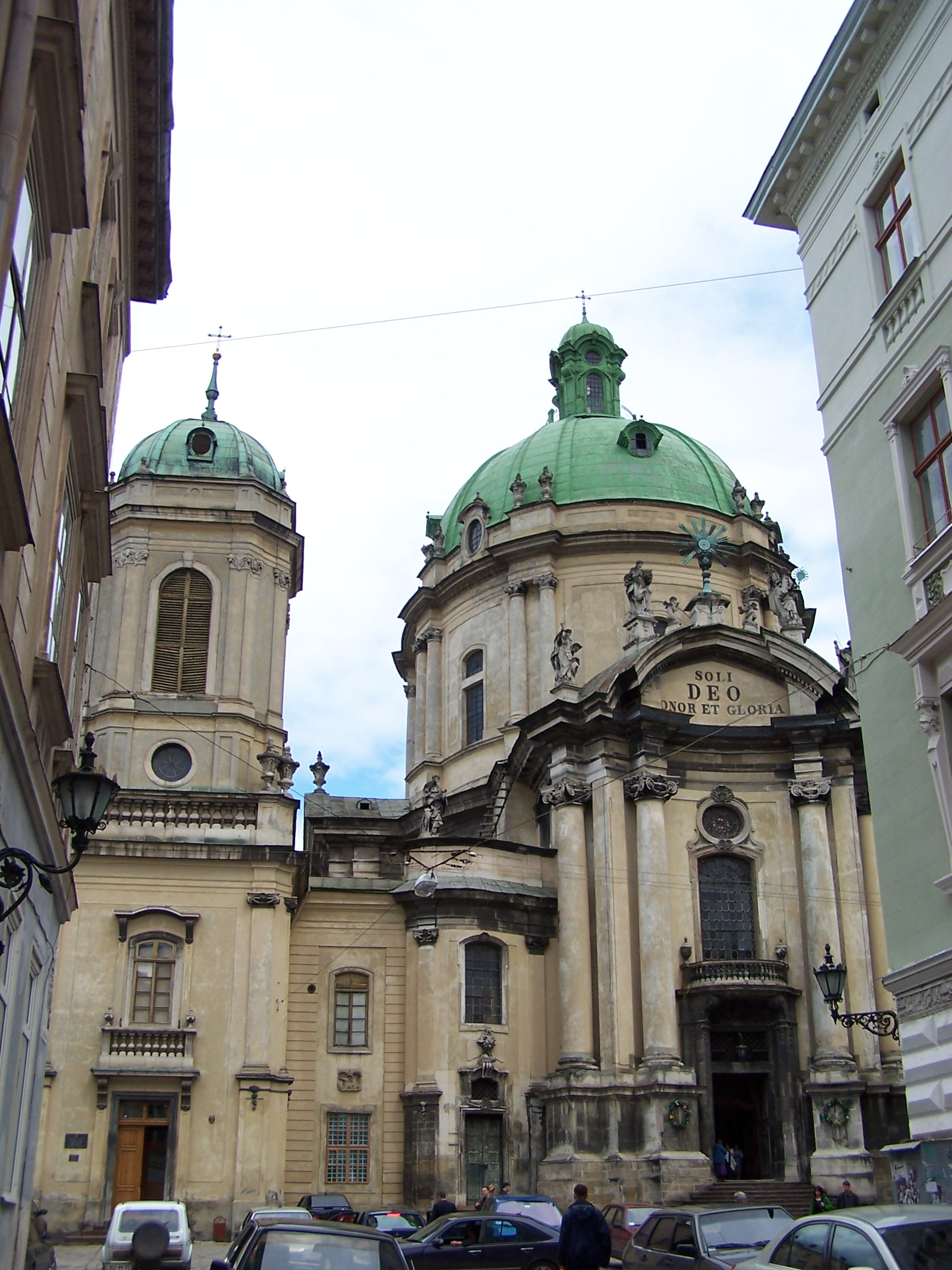
立面

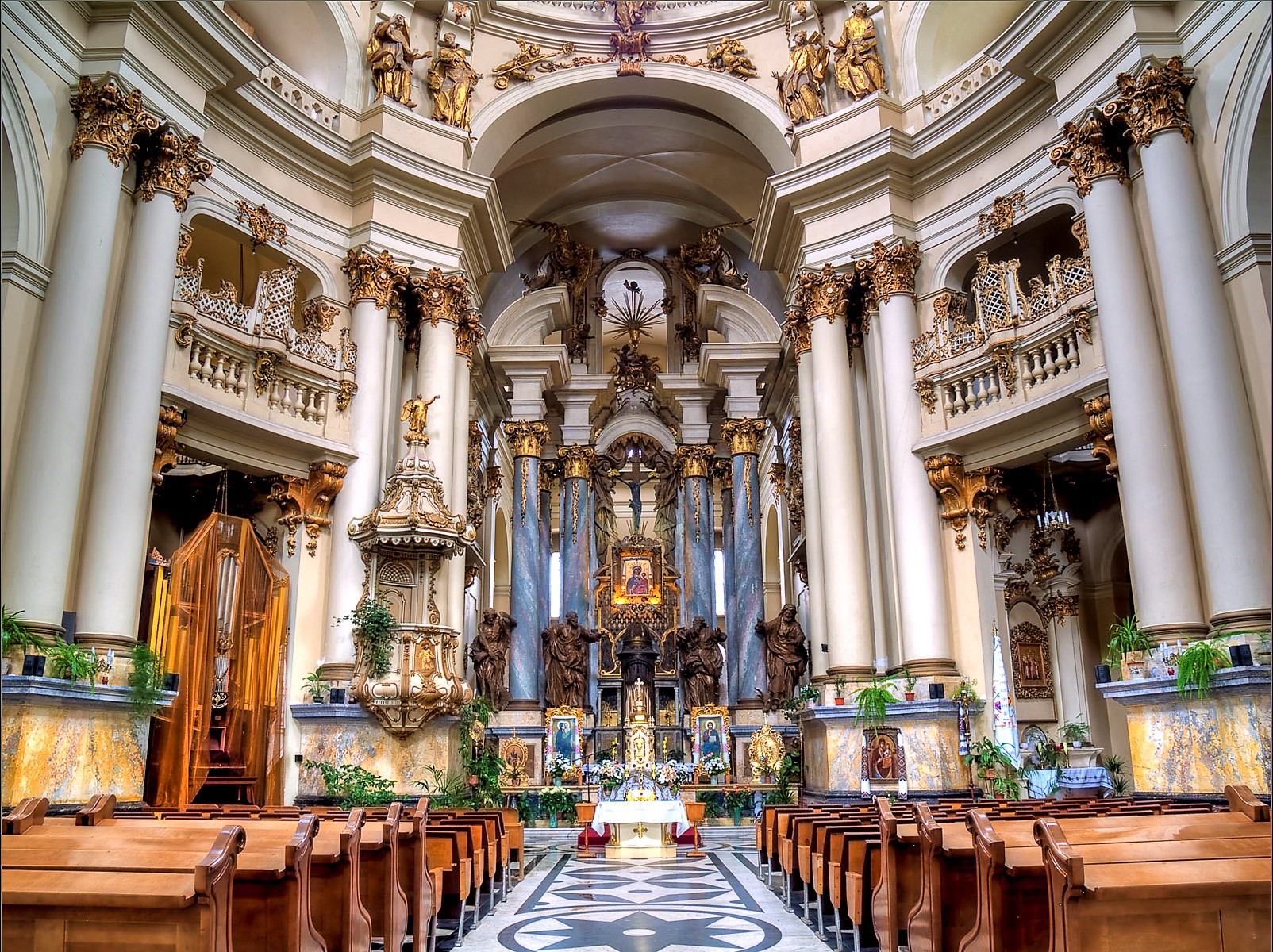
内部

道明会教堂与修道院（烏克蘭語：Домініканський костел і монастир）位于乌克兰利沃夫老城，市集广场以东。它最初是拉丁禮罗马天主教教堂，但现在是希腊禮天主教教堂。

## 历史
道明会在13世纪进入利沃夫，据说在1234年在低堡内建起了第一座木质教堂。该教堂在1340年战争期间烧毁。1378年在现址建立一座新的哥特式教堂，1407年火灾后与修道院一同重建。在16世纪，建筑群几度遭受祝融之灾，但它仍然保持了繁荣。在18世纪，教堂天花板开始开裂，于是在1745年决定建立新堂。
1749年，今天的巴洛克教堂举行奠基仪式，1764年由利沃夫拉丁总主教祝圣。道明会设法安全地度过了奥地利皇帝约瑟夫二世在位时期，这位皇帝关闭了其他许多修道院。1865年，增建了新巴洛克钟楼。1885年至1914年改建了立面和室内。 
第二次世界大战以后，该建筑群被苏联占领，改为仓库，1970年代又改为“宗教和无神论博物馆”。苏联倒台后，该教堂归属乌克兰希腊天主教会，现在是一个本堂区教堂。但修道院没有恢复，仍然用作博物馆（更名为宗教博物馆）。
该教堂类似于维也纳查理教堂，希腊十字平面，有一个巨大的穹顶。
在1946年之前，教堂中有一幅神奇的圣母像，1751年本笃十四世为之加冕，今天在格但斯克道明会圣尼各老堂；还有雪花石膏像，来自被蒙古洗劫的基辅，今天在克拉科夫圣伊莱斯堂。